# Mercury Bobcat
Mercury Bobcat – samochód osobowy klasy kompaktowej produkowany pod amerykańską marką Mercury w latach 1974–1980. 

## Historia i opis modelu

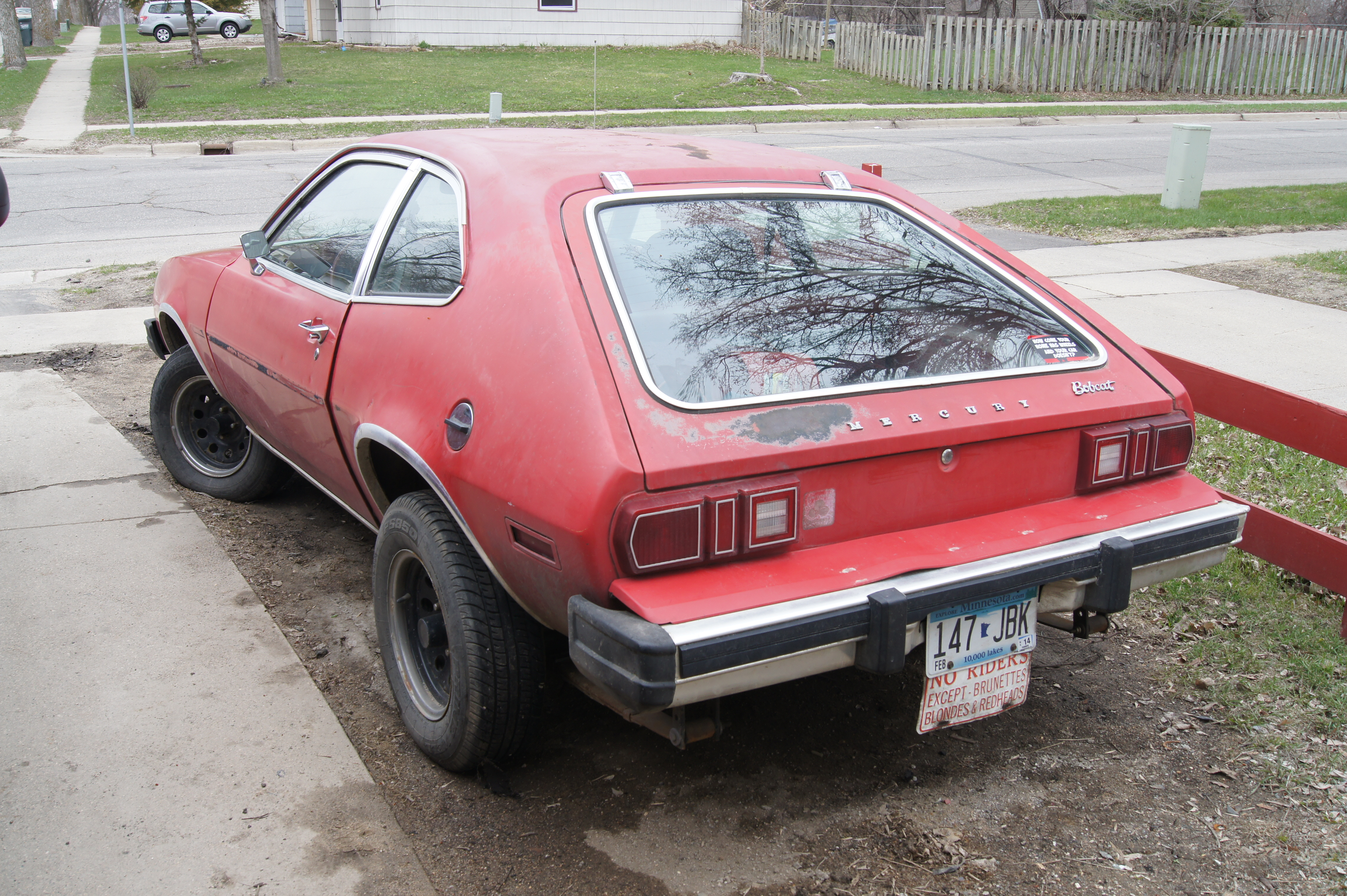
Mercury Bobcat - tył

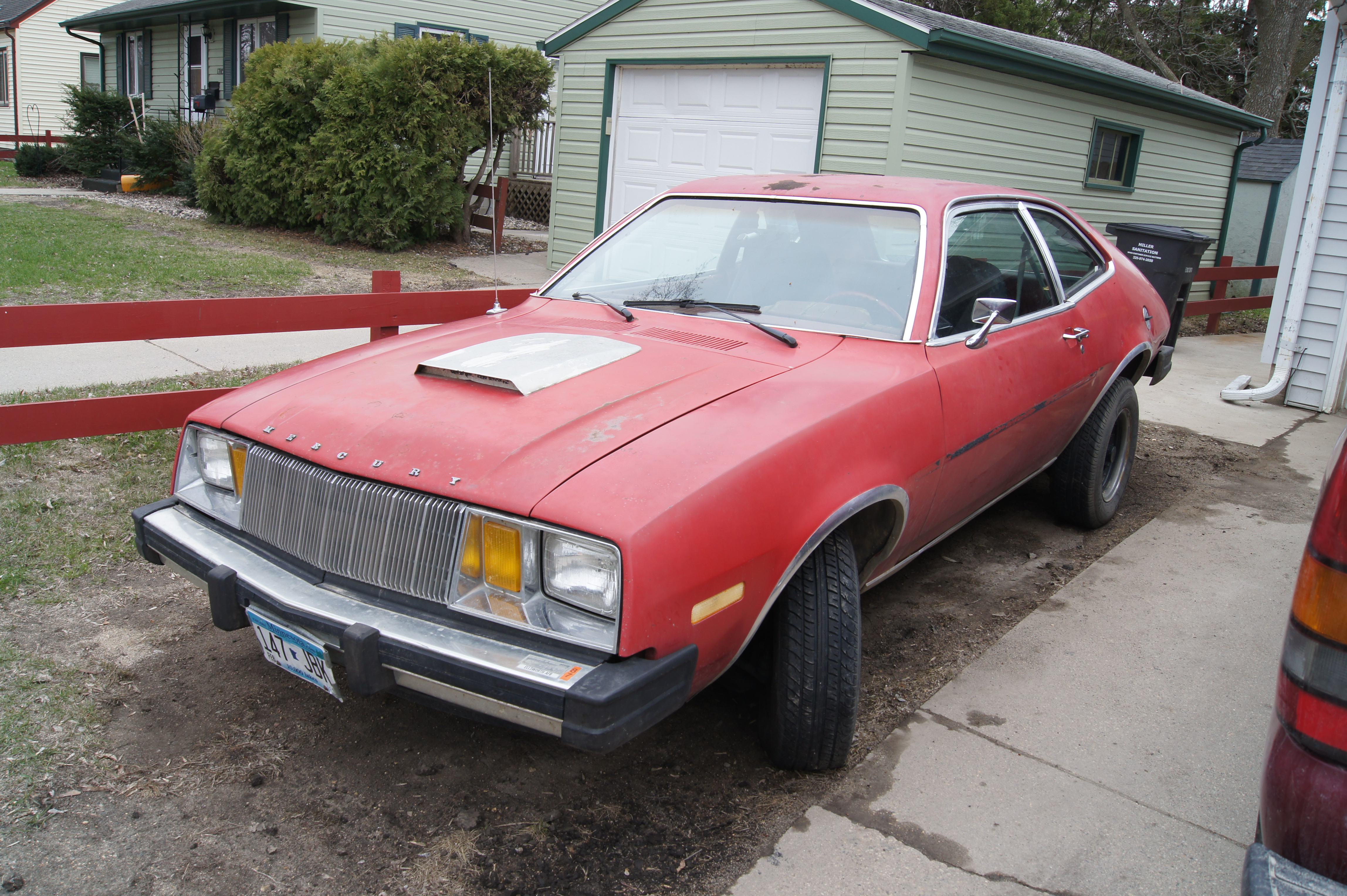
Mercury Bobcat po liftingu

W 1974 roku koncern Ford zdecydował się poszerzyć ofertę podlegającej mu marki Mercury o pierwszy w jej historii tak mały, kompaktowy model. Bobcat był bliźniaczą wersją zaprezentowanego 4 lata wcześniej Forda Pinto, odróżniając się od niego głównie wizualnie oraz wyposażeniem standardowym.
Charakterystyczną cechą obłego nadwozia była nisko poprowadzona tylna szyba, a także podłużny przód z okrągłymi reflektorami. Mercury Bobcat względem Forda Pinto zyskał chromowaną atrapę chłodnicy i więcej chromowanych ozdobników. Inny był też kształt tylnych lamp, które były bardziej podłużne.

### Lifting
W 1978 roku Ford gruntownie zmodernizował swoje kompaktowe modele, restylizując także Bobcata. Zmienił się wygląd pasa przedniego, który zyskał bardziej kanciaste kształty i prostokątne reflektory. Nieznacznie zmiany pojawiły się także w kabinie pasażerskiej. Produkcja pod tą postacią trwała 2 lata, kończąc się w 1980 roku na rzecz nowego modelu Lynx.

### Silniki
- L4 1.6l Kent
- L4 2.0l EAO
- L4 2.3l OHC
- V6 2.8l Cologne